# 15584 Yumaokamoto
A 15584 Yumaokamoto (ideiglenes jelöléssel (15584) 2000 GO74) a Naprendszer kisbolygóövében található aszteroida. A LINEAR projekt keretében fedezték fel 2000. április 5-én.